# Willy Rampf
Willy Rampf (ur. 20 czerwca 1953 w Maria Thalheim) – niemiecki inżynier, były dyrektor techniczny zespołu Sauber.

## Kariera
Willy Rampf studiował inżynierię mechaniczną na monachijskim uniwersytecie, który ukończył w 1979 roku. W tym samym roku dołączył do BMW, podejmując pracę jako inżynier ds. rozwoju, specjalizujący się w zawieszeniach, dynamice pojazdów i pracach testowych. Po dziesięciu latach, w 1989 został oddelegowany do południowoafrykańskiego oddziału BMW, gdzie po raz pierwszy zetknął się z Formułą 1. W 1994 roku rozpoczął pracę w zespole Sauber jako inżynier wyścigowy. W sezonie 1994 był inżynierem Heinza-Haralda Frentzena, natomiast w 1997 Nicoli Lariniego, Norberto Fontany i Gianniego Morbidelliego. W 1998 powrócił do BMW, pracując w zespole badawczym firmy, zajmując się również prototypem motocykla na Rajd Paryż-Dakar. W czasie tej współpracy Richard Sainct zwyciężył w kategorii motocyklów w tymże rajdzie w 1999.
Pod koniec 1999, Niemiec powrócił do Saubera zostając głównym inżynierem wyścigowym, a później dyrektorem wyścigowym. Rampf pozostał w zespole, kiedy BMW kupiło zespół i przemianowało go na BMW Sauber. 23 lutego 2010 ogłoszono, że obowiązki Niemca przejmie James Key. Willy Rampf opuścił szwajcarską stajnię 1 kwietnia 2010.
Od sierpnia 2011 do sierpnia 2016 był dyrektorem technicznym Volkswagen Motorsport. Nadzorował on rozwój samochodu Volkswagen Polo R WRC, przeznaczonego do startów w Rajdowych Mistrzostwach Świata. W sezonach 2013-2016, Volkswagen zdobył mistrzostwo konstruktorów, natomiast Sébastien Ogier zapewniał sobie mistrzostwo kierowców. W 2018 powrócił do Volkswagena, zostając doradcą technicznym w projekcie I.D. R Pikes Peak.